# Nordisk Centrum for Kulturarvspædagogik
Nordisk Centrum for Kulturarvspædagogik (NCK) er et nordisk udviklingsprojekt. Formålet med virksomheden er at fremme livslang læring med fokus på museums-, arkiv-, kunst- og kulturmiljøpædagogisk virksomhed.
NCK fungerer som et forum for aktive og interesserede inden for det kulturarvspædagogiske område. Via møder, erfaringsudveksling og kurser udvikles kulturarvspædagogikken for at befæste sin plads inden for livslang læring.
Via uddannelses- og forskningsindsatser samordner NCK kunst og kulturarv inden for emnet pædagogik. NCK udvikler teoretisk og metodisk kundskabsdannelse inden for de pædagogiske retninger arkivpædagogik, kulturmiljøpædagogik, kunstpædagogik og museumspædagogik.
NCK er placeret i Östersund, Sverige, og drives som et tværsektorelt projekt af Jamtli  Jämtlands läns museum, Föreningsarkivet i Jämtlands län samt Landsarkivet i Östersund.